# Xã Mount Pulaski, Quận Logan, Illinois
Xã Mount Pulaski (tiếng Anh: Mount Pulaski Township) là một xã thuộc quận Logan, tiểu bang Illinois, Hoa Kỳ. Năm 2010, dân số của xã này là 2.100 người.